# Rueda Chapaca (danza)
La rueda chapaca es una danza tradicional originaria del departamento de Tarija, en el sur de Bolivia. Se caracteriza por su formación en círculo, el zapateo alegre y rítmico, y el acompañamiento musical de instrumentos autóctonos como el erke, la caja y quena (la camacheña) y el violín. Esta danza, profundamente ligada a celebraciones populares como el Carnaval o la Pascua Florida, combina elementos indígenas y españoles, y constituye una expresión cultural del pueblo chapaco.

## Historia
Los orígenes de la rueda chapaca no están documentados con precisión, pero se presume que esta danza surgió durante la época colonial. El cantautor tarijeño Paulino Figueroa sugiere que pudo haber llegado a América con los españoles durante la colonización, especialmente por su similitud con la danza catalana llamada Sardana, que también se baila en círculo con movimientos rítmicos y de manos enlazadas. El costumbrista Juan Flores, por su parte, sostiene que, aunque hay elementos hispánicos en la danza, esta surgió en espacios comunitarios del área rural tarijeña, donde las festividades eran colectivas y la danza era un medio de integración social.
A lo largo del tiempo, la rueda chapaca ha ido evolucionando al incorporar influencias locales e instrumentos propios de la región, como el erke y la camacheña, además del violín. Su nombre proviene de la formación circular (“rueda”) que adoptan los bailarines y del gentilicio “chapaco” con el que se identifica a los habitantes de Tarija.

## Coreografía
La rueda chapaca se baila en parejas que forman un círculo cerrado, tomadas de las manos. La danza comienza con una “viborita” donde los bailarines en fila avanzan en forma ondulante que luego se transforma en una rueda que gira en sentido horario y antihorario. El ritmo es cadencioso y puede variar entre pasos cortos (con brazos hacia abajo) y pasos largos (con brazos en alto), según el compás musical.
Los pasos básicos incluyen el caminado, el trote con desplazamiento lateral, y el zapateo en tres tiempos, donde se acentúa el paso derecho mientras el pie izquierdo se apoya levemente. Durante toda la danza, los brazos acompañan con movimientos gráciles, enérgicos y coordinados, lo que añade una dimensión visual al ritmo musical.

## Vestimenta

### Mujeres (chapacas)
Las chapacas visten polleras cortas y plizadas, generalmente de colores claros y vivos, acompañadas de blusas amplias bordadas y adornadas con encajes. Usan mantas de seda floreadas o tejidos tradicionales como el "caito", y calzan ojotas o botas de charol. Sus trenzas negras suelen estar adornadas con tullmas, largos cordeles tejidos a mano que decoran las trenzas, son generalmente elaboradas de lana, también suelen llevar una flor en el cabello sobre una de las orejas, por último llevan sombreros prensados de lana, completando una estética colorida y tradicional.

### Hombres (chapacos)
El chapaco usa camisa de lienzo blanca, chaqueta corta, y pantalón de bayeta gris. Complementa su atuendo con una faja multicolor (chumpi), poncho rojo oscuro y un sombrero de alas anchas. En el cuello lleva un pañuelo de seda de colores vivos, sujetado con una sortija de plata, y calza ojotas con hebillas de plata o botas cortas de cuero.

## Música
La música de la rueda chapaca es un elemento central de esta danza. Se ejecuta con instrumentos tradicionales como el erke, la caja, la camacheña, el violín y el bombo. El ritmo puede ser suave y melódico o vertiginoso y alegre, dependiendo de la ocasión. Las melodías suelen acompañarse de coplas, cantos breves adaptados por los pueblos rurales.